# Willem Levelt

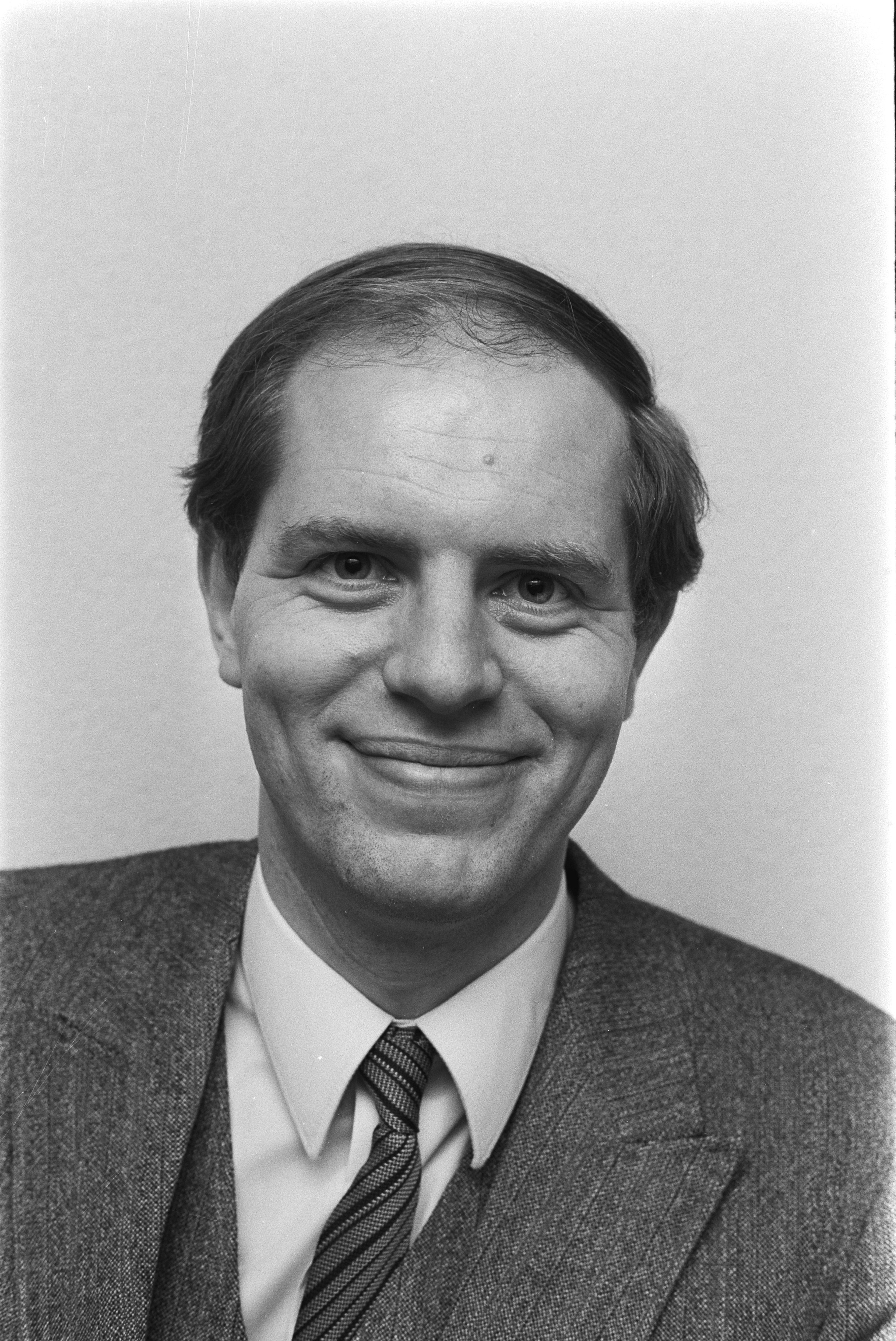
Willem J. M. Levelt (1970)

Willem Johannes Maria Levelt (* 17. Mai 1938 in Amsterdam) ist ein niederländischer Psycholinguist.

## Leben und Wirken
Levelt studierte Psychologie an der Universität Leiden. Im Juni 1963 heiratete er die Musikerin Elisabeth Jacobs, mit der er die drei Kinder Claartje, Philip und Christiaan hat. Fünf Monate arbeitete Levelt experimentell unter Albert Michotte an der Universität Löwen. 1965 wurde er bei John P. van de Geer mit einer Arbeit On binocular rivalry cum laude promoviert. Er verbrachte ein Jahr als Postdoktorand am Harvard Center for Cognitive Studies. Seit 1966 lehrte und forschte er an der Universität von Illinois, der Universität Groningen und der Radboud Universiteit in Nijmegen. 1968 wurde er Direktor des Instituts für Allgemeine Psychologie an der Reichsuniversität Groningen und erhielt im Folgejahr eine volle Professur für Experimentelle Psychologie und Psycholinguistik.
1971 bis 1972 verblieb er als Mitglied am Institute for Advanced Study in Princeton, New Jersey. Dort schrieb er sein Werk Formal grammars in linguistics and psycholinguistics, das erstmals 1974 veröffentlicht wurde. Dann erhielt er eine Professur für Experimentelle Psychologie an der Radboud-Universität Nijmegen.
Von 1976 an leitete er die neu gegründete Projektgruppe für Psycholinguistik der Max-Planck-Gesellschaft in Nijmegen. 1980 erhielt er dort eine Professur für Psycholinguistik und wurde Gründungsdirektor des Max-Planck-Instituts für Psycholinguistik in Nijmegen. Von 2002 bis 2005 war er Präsident der Koninklijke Nederlandse Akademie van Wetenschappen. Im Juni 2006 wurde er emeritiert. Er hat 58 Dissertationen betreut.

## Sprachproduktion als Forschungsschwerpunkt
Bei der Sprachverarbeitung geht es um kognitive Prozesse der Sprachproduktion und Sprachrezeption. In der Psycholinguistik ist Levelt vor allem für sein Modell der Sprachproduktion bekannt geworden. Das Sprechen gehört zu den besonders komplexen psychomotorischen Leistungen des Menschen. Für Levelt liegt das Ziel einer Äußerung in der Realisierung kommunikativer Intentionen. Diese kommunikativen Intentionen sind eine Teilmenge sämtlicher Intentionen eines Sprechers in einer gegebenen Situation. Die Prozesse der Sprachproduktion verlaufen dabei größtenteils automatisch und spielen sich im Bereich von Millisekunden ab. Zum Sprachproduktionsprozess gibt es mittlerweile zwei alternative Grundkonzeptionen, nämlich neben dem von Levelt vertretenen modular-seriellen Ansatz als Gegenposition einen interaktiv-konnektionistischen Ansatz. Bei Levelts modularem Modell wird angenommen, dass die Prozesse der einzelnen Verarbeitungsstufen abgeschlossen sein müssen, bevor die nächsten Prozesse gestartet werden. Levelt unterscheidet in einer Entsprechung zur Computersprache zwischen Speicher- und Prozesskomponenten. Zwei Speichermodule beherbergen das sogenannte mentale Lexikon. Das eine Speichermodul beherbergt die nur vage beschriebenen Lemmata, das andere das Welt- und Situationswissen.

## Die Prozesskomponenten
Levelt unterscheidet seinerseits beim Prozess der Sprachproduktion im Wesentlichen drei Stufen, nämlich erstens die Konzeptualisierung, die für die vorsprachliche Konzeptbildung verantwortlich ist, zweitens die Formulierung, die die grammatische und phonologische Enkodierung der Lemmata besorgt, und drittens die Artikulation.

### Konzeptualisierung
Levelt zufolge ist es das Ziel sämtlicher konzeptueller Prozesse, eine präverbale Nachricht zu erstellen, die dann in eine Oberflächenstruktur überführt werden kann. Die präverbale Nachricht muss in einem Format vorliegen, das dann später auf der nächsten Stufe der Formulierung verarbeitet werden kann. Auf der Stufe der Konzeptualisierung wird der Inhalt der Äußerung festgelegt. Es wird entschieden, was gesagt wird. Es werden Hörer-Erwartungen berücksichtigt und es wird die Art des Sprechaktes gewählt, zum Beispiel zwischen Frage und Aufforderung entschieden. Bei der Konzeptualisierung unterscheidet Levelt weitere Unterstufen, nämlich das „Bookkeeping“ sowie die „Makroplanung“ und die „Mikroplanung“.  Mit der Mikroplanung einer sprachlichen Äußerung kann schon begonnen werden, bevor alle Prozesse des Makroplanens abgeschlossen sind. Levelt ist aber dagegen, Einflüsse aus dem Bereich des Mikroplanens auf das Makroplanen anzunehmen. Der Ablauf der beiden Prozesse ist also vorgegeben und erfolgt nur in einer Richtung.

#### Bookkeeping
Als „Bookkeeping“ bezeichnet Levelt, dass ein Sprecher in einer Gesprächssituation zunächst unterschiedliche Aspekte des Diskurses repräsentiert. Informationen über die Diskurssituation werden in die Planung der Äußerungen mit einbezogen, zum Beispiel die Art des Diskurses, ob es sich um ein gleichberechtigtes, informelles Gespräch handelt oder formellere kommunikative Situationen vorliegen. Auch der bisherige Gesprächsverlauf, der bisherige Inhalt und die Informationen, die beim Hörer als bekannt vorausgesetzt werden können, werden berücksichtigt. Sprecher und Hörer gehen idealerweise von derselben Topik, also demselben Thema des Diskurses aus. Neue und wichtige Informationen stehen im Fokus.

#### Makroplanung
Bei der Makroplanung geht es um die Umsetzung der auf ein kommunikatives Ziel ausgerichteten Absichten des Sprechers in Sprechakte. Komplexe Intentionen werden dabei in verschiedene Teil- oder Unterziele zerlegt, die mehrere Sprechakte zur Folge haben. Information, die kommuniziert werden soll, wird ausgewählt. Auf Fragen des Gesprächspartners wird das Langzeitgedächtnis nach Inhalten durchsucht. Der Sprecher lässt sich dabei vom Kontext leiten und davon, was in seinem Fokus steht. Anschließend erfolgt die Sequenzierung dieser Information. Sie hängt ab von den Begrenzungen des Arbeitsgedächtnisses beim Sprecher und beim Hörer sowie von der natürlichen Reihenfolge der Inhalte. Ereignisse und Abläufe mit einer natürlichen Reihenfolge werden entsprechend dieser Reihenfolge sequenziert. Das Ergebnis der Makroplanung ist eine Sequenz von Sprechakt-Intentionen, die dann im Rahmen der Mikroplanung weiter verarbeitet werden.

„The result of macroplanning is a speech-act intention, or a series of speech-act intentions. The speaker selects and orders information whose expression with declarative, interrogative, or imperative mood will be instrumental in realizing the goals that proceed from the original communicative intention. In other words, macroplanning produces the substance of the message, such as that the message should declare a particular proposition or interrogate a certain state of affairs.“

#### Mikroplanung
Bei der Mikroplanung werden die einzelnen Sprechakt-Intentionen, die durch Prozesse des Makroplanens erstellt wurden, zu präverbalen Nachrichten weiterverarbeitet. Zum Beispiel werden nun die Referenten geprüft, also die Gegenstände, auf die der sprachliche Ausdruck sich bezieht:  Wie zugänglich sind die Referenten noch? Tauchen Referenten neu im
Diskurs auf? Wichtige oder kürzlich in den Diskurs eingeführte Referenten sind leichter zugänglich. Es wird außerdem bestimmt, welche Information Topik ist, also zum Thema des Diskurses gehört. Dann wird unter Berücksichtigung einer bestimmten Perspektive eine Nachricht propositionalisiert. Es wird also Bezug genommen auf etwas (Referenz) und darüber etwas aussagt (Prädikation). Die präverbale Nachricht liegt nun in einem Format vor, das bei der Formulierung weiterverarbeitet werden kann.

### Formulierung

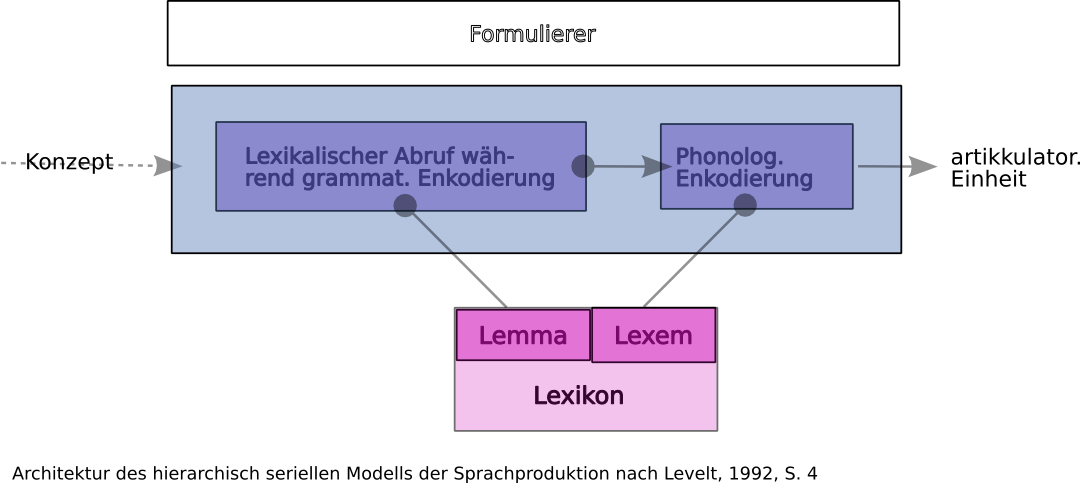
Levelts modular-serielles Modell: Stufe der Formulierung

Bei der Formulierung wird die konzeptuelle Struktur, also der Inhalt der geplanten Äußerung, in eine spezifische sprachliche Struktur umgeformt. Geeignete Einträge im mentalen Lexikon werden aktiviert. Es erfolgen der Aufbau einer syntaktischen Struktur und die Überführung in eine phonologische Repräsentation. Bei der Formulierung wird jedes neue Stück der präverbalen Nachricht genutzt, um die grammatische Enkodierung voranzubringen. Die Reihenfolge, in der Teile der präverbalen Nachricht erstellt werden, beeinflusst dabei die syntaktische Struktur. Bei der Formulierung werden als weitere Unterstufen die grammatische und die phonologische Kodierung unterschieden. Im Zentrum der wissenschaftlichen Diskussion zur grammatischen Kodierung steht, ob der lexikale Zugriff in einer oder in zwei Stufen verläuft. Experimentelle Befunde stützen die Zweistufentheorie des lexikalen Zugriffs. Dabei werden zuerst nur semantische und syntaktische Informationen lexikaler Einträge aktiviert. In einer zweiten Phase werden dann erst deren phonologische Formen aktiviert. Levelt nimmt also an, dass der Prozess der lexikalischen Selektion ein diskreter zweistufiger Prozess ist. Nacheinander muss auf zwei verschiedene lexikalische Repräsentationen zugegriffen werden: auf Lemma und Wortform.

#### Lemma
In einem ersten Lexikalisierungsschritt wird im mentalen Lexikon auf ein Lemma zugegriffen. Lemmata sind in Levelts Terminologie modalitäts-unspezifische dauerhafte Repräsentationen der syntaktischen Merkmale eines Wortes. Bei Levelt waren ursprünglich auch Bedeutungsaspekte eines Wortes beim Lemma repräsentiert. In der neueren Version der Theorie ist die Bedeutung in einem gesonderten Netzwerk lexikalischer Konzepte repräsentiert, welche die semantischen Attribute eines Konzepts bündeln. Auf Lemmaebene sind nur die syntaktischen Merkmale eines Wortes repräsentiert. Die Auswahl eines lexikalischen Eintrags findet auf Lemmaebene statt. Die Verbindungen zwischen den beiden Ebenen der Lemmata und Wortformen sind ausschließlich vorwärts und nicht zurück gerichtet. Seitens der phonologischen Repräsentationen kann kein Einfluss auf die lexikalische Selektion genommen werden.

#### Wortform
Das ausgewählte Lemma aktiviert dann seine entsprechende Wortform. Damit wird die Kluft zwischen konzeptueller und phonologischer Verarbeitung überwunden. Auf der Ebene der Wortformen ist dabei nicht mehr als eine Wortform zu einem Zeitpunkt aktiviert. Lediglich bei Wörtern mit hoher Bedeutungsähnlichkeit, den Synonymen, kann es zu einer Parallelaktivierung auf Wortformebene kommen. Durch den Zugriff auf die morpho-phonologischen Wortformen werden die phonologischen Segmente sowie ein metrischer Rahmen verfügbar. Die Segmente werden in einem nächsten Schritt in diesen metrischen Rahmen eingepasst.

### Artikulation
Während der Artikulation wird schließlich die phonologische Repräsentation in motorische Aktivität umgesetzt. Das Artikulations-Modul dient der Vorbereitung und dem Ingangsetzen der Sprechmotorik. Das Ergebnis ist dann die tatsächliche Äußerung, die man hört. Der Sprecher ist dabei zugleich auch sein eigener Zuhörer. Er kann seine Aufmerksamkeit auf das eigene Sprechen richten und so das, was er gerade sagt, auf Form und Inhalt hin kontrollieren. Die hohe Geschwindigkeit, mit der Sprache produziert wird, beruht nach Levelt auf der parallelen Verarbeitung. Die verschiedenen Module arbeiten alle gleichzeitig. Bereits während eine Äußerung artikuliert wird, denkt der Sprecher schon darüber nach, was er als Nächstes sagen wird. Häufig beginnt das Aussprechen eines Satzes bereits, bevor noch der gesamte Inhalt geplant ist.

## Mitgliedschaften und Ehrungen
- Mitglied der Königlich-Niederländischen Akademie der Wissenschaften
- Mitglied der Holland Society of Sciences
- Mitglied der Academia Europaea
- Mitglied der Deutschen Akademie der Naturforscher Leopoldina (seit 1993)
- Mitglied der Royal Flemish Academy of Belgium for Sciences and the Arts
- Mitglied der Bayerischen Akademie der Wissenschaften
- Korrespondierendes Mitglied der Österreichischen Akademie der Wissenschaften (seit 2002)
- Mitglied der National Academy of Sciences
- Mitglied der American Philosophical Society (seit 2004)
- Ehrenmitglied der De Jonge Akademie
- Mitglied der Cognitive Science Society
- Ehrendoktorwürde der Universität Maastricht (2000)
- Ehrendoktorwürde der Universität Antwerpen (2003)
- Ehrendoktorwürde der Universität Padua (2004)
- Ehrendoktorwürde der Katholieke Universiteit Leuven (2005)
- Radboud Stichting-Preis (1968)
- Hendrik Muller-Preis der Königlich-Niederländischen Akademie der Wissenschaften (1993)
- Heymans-Preis der Dutch Psychology Association (NIP) (1996)
- Ridder in de Orde van de Nederlandse Leeuw (1998)
- Silbermedaille der Radboud-Universität Nijmegen (2004)
- Ehrenmedaille der Netherlands Psychonomic Society (2006)
- Ausländisches Mitglied des Ordens Pour le Mérite (2010)[6]
- Bundesverdienstkreuz mit Stern (2012)

## Schriften
- A history of psycholinguistics: the pre-chomskyan era. Oxford University Press, Oxford, 2013.
- Formal grammars in linguistics and psycholinguistics. [Nachdr. d. Ausg.: The Hague: Mouton 1994 in 3 Bänden]. Benjamins, Amsterdam 2008.
  1. An introduction to the theory of formal languages and automata, 2008.
  2. Applications in linguistic theory, 2008.
  3. Psycholinguistic applications, 2008.
- Lexical access in speech production. Blackwell, Cambridge MA 1993.
- Speaking: from intention to articulation. MIT Press, Cambridge MA 1989.
- Child language research in ESF countries: an inventory. European Science Foundation, Strasbourg 1981.